# Macaduma biangulata
Macaduma biangulata är en fjärilsart som beskrevs av Holloway 1979. Macaduma biangulata ingår i släktet Macaduma och familjen björnspinnare. Inga underarter finns listade i Catalogue of Life.